# Hypostomus plecostomus
Espèce
Synonymes
- Acipenser plecostomus Linnaeus, 1758 (protonyme)

Hypostomus plecostomus est une espèce de poissons de la famille des Loricariidae qui vit dans la partie basse des cours d'eau du plateau des Guyanes.
Décrit par Carl von Linné en 1758, le nom a été appliqué sans discernement à de nombreuses autres espèces notamment communes en aquariophilie, et souvent en association avec le nom vulgaire de « pléco commun ». En 2012, l'identité du taxon est précisée par la révision des types de Linné. Cette révision montre que H. plecostomus est une espèce cantonnée au bouclier guyanais, et que la série type est hétérogène, constituée de deux espèces : H. plecostomus (pour lequel un lectotype est désigné), et H. watwata. Parmi les usages abusifs de ce nom scientifique, une multitude d'espèces de la sous-famille des Hypostominae communes en aquariophilie sont concernées, comme le pléco léopard Pterygoplichthys gibbiceps et les invasifs P. pardalis et P. disjunctivus introduits en Amérique du Nord, Amérique centrale et Asie. Les espèces du genre Pterygoplichthys se distinguent pourtant facilement de la plupart des autres Loricariidae par le nombre de rayons mous de la nageoire dorsale : ils en possèdent toujours plus de 9 (jusqu'à 12 ou 13), quand Hypostomus plecostomus, par exemple, n'en possède que sept.

## Alimentation
En milieu fermé (aquarium), le "pléco" se nourrit principalement de végétation. Toutefois, lorsqu’il grandit et que la nourriture végétale se fait moindre, il peut s’attaquer à d’autres poissons.